# 26969 Biver
26969 Biver è un asteroide della fascia principale. Scoperto nel 1997, presenta un'orbita caratterizzata da un semiasse maggiore pari a 2,5328833 UA e da un'eccentricità di 0,1280830, inclinata di 15,88962° rispetto all'eclittica.